# Георги Давидов (поет)
Георги И. Давидов е български поет, известен с прозвищата Пазачът на фара и Поетът на Шабла.

## Биография
Давидов е роден на 6 март 1955 година в Шабла. Завършва основно образование в родния си град, а гимназиално – в Математическата гимназия в Добрич. Завършва специалност българска филология в Шуменския университет „Константин Преславски“.
Работи за кратко като учител в Шабла, и в отдел „Култура“ в Община Шабла, включително и на позиция редактор на общинския вестник „Шабленски фар“. Негови стихове излизат на страниците на национални и местни издания като сп. „Младеж“, сп. „Художествена самодейност“, в. „Учителско дело“, в. „Добруджанска трибуна“.
Георги Давидов е автор на стихосбирките „Прегръдката на палача“ (1992), „Пилигрим“ (1993, посмъртно) и „Съвсем по човешки“ (2009). Негови произведения са включени в различни литературни сборници и поетични антологии: „Изгреви“ (1982), „Висини“ кн. 2 (1982) и кн. 3 (1986), „Класове“ (1984), „Дионис“ (1990). Творчеството на Давидов получава положителни отзиви от страна на поети като Александър Геров, Евстати Бурнаски, Евтим Евтимов, Елка Няголова, Петранка Божкова, Сашо Серафимов.
Давидов умира на 13 януари 1993 година, преди да навърши 38 години.

## Национален литературен конкурс „Георги Давидов“
През 2005 година, по случай 50-годишнината от рождението на Давидов, Община Шабла учредява национален младежки поетичен конкурс на морска тематика. Целта на конкурса е да стимулира творческите изяви на млади поети, които пишат на морска тематика, за живота и вълненията на хората, живеещи край морето. Победителят в конкурса, който се журира от утвърдени имена в съвременната българска литература, получава статуетка „Пегас“ и парична премия от 2000 лева.
| Издание | Година | Жури                                                                                                   | Лауреат | Източник    |
| ------- | ------ | --- | --- | ----------- |
| 1       | 2005   | Николай Петев, Елка Няголова, Никола Радев, Марко Семов, Елка Димова (кмет на Община Шабла)            | Радослава Лалева, Габрово                                                                                                   | [ 2 ]       |
| 2       | 2008   | Елка Няголова, Николай Петев, Елица Виденова, Сашо Серафимов и Красимир Кръстев (кмет на Община Шабла) | Николай Владимиров, София                                                                                                   | [ 3 ]       |
| 3       | 2011   | Николай Петев, Елка Няголова, Красимир Кръстев (кмет на Община Шабла), Георги Венин, Драга Дюлгерова   | Юлияна Исева, Шабла / Франция                                                                                               | [ 4 ]       |
| 4       | 2014   | Елка Някоголова, Райна Бърдарева (кмет на Община Шабла) и др.                                          | - Елена Денева, Полски Тръмбеш - Милена Белчева, Варна Специални награди на СБП - Радостина Драгоева, Каварна - Йордан Пеев | [ 5 ] [ 6 ] |
| 5       | 2017   | Елка Няголова, Надя Попова, Мариян Жечев (кмет на Община Шабла)                                        | Анна Лазарова, Велинград | [ 7 ]       |
| 6       | 2020   | Елка Няголова, Надя Попова, Мариян Жечев (кмет на Община Шабла)                                        | София Милева, Хасково | [ 8 ] [ 9 ] |
| 7       | 2023   | Елка Няголова, Надя Попова, Мариян Жечев (кмет на Община Шабла)                                        | Веселин Веселинов, София | [ 10 ]      |